# Claes Joest Huys
Het Claes Joest Huys (soms ook gespeld als Claes Joesthuys) is een voormalig woonhuis aan het Grote Oost in de Nederlandse stad Hoorn, Noord-Holland. Het pand staat in de westelijke oksel van de Oosterkerk en is vernoemd naar pastoor Claas Joest.

## Geschiedenis

### Claas Joest
Claas Joestzoon werd omstreeks 1459 als eerste kind van Joest Janszoon en Aef Joest geboren. Joest was werkzaam als schrijver in het stadhuis en overleed in 1478. Claas werd op 24-jarige leeftijd gewijd tot priester en werd pastoor in de houten Anthoniskapel, de voorganger van de Oosterkerk. Zijn jongere broers Jan (vicaris in de Grote Kerk) en Herman (kanunnik in Amsterdam) kozen ook voor een leven in dienst van de Kerk.
Claas Joest werd in Hoorn bekend door zijn bedelpreken, waardoor de houten Anthoniskapel versteend kon worden en uitgebreid kon worden met een tweede hal. Uit deze hallenkerk kon de huidige Anthonius- of Oosterkerk groeien. Hij was actief in de zielenzorg en preekte over Cyriacus en Jan Baptist. Naast pastoor was hij ook notaris. De stad vroeg advies aan hem in moeilijke zaken en hij genoot vertrouwen bij verschillende mensen uit de bevolking waaronder geletterden, weduwen, wezen, ouderen en scholieren. Claas Joest overleed op 49-jarige leeftijd op 15 juni. Op zijn graf stond de Latijnse tekst: "Cornipolim hanc multis ornabat laudibus urbem" (Deze stad Hoorn zette hij luister bij door veel verdiensten).
Na zijn overlijden werd achter de twee hallen het koor en kruiswerk van de Oosterkerk gebouwd. Op de plek van de twee hallen kwam het schip van de kerk.

### Eigenaren en gebruikers
Op de plek van Grote Oost 58 staat zeker sinds 1560 een pand. Dat jaar werd de kaart van Jacob van Deventer gepubliceerd en het toont tussen de steeg en de Oosterkerk een pand. Ook op latere kaarten van Velius (1615) en Bleau (1649) staat op deze plek een gebouw, mogelijk woonhuis, ingetekend. Een eerste eigenaar is echter pas bekend uit het jaar 1696. Claas Groothuijs kocht het woonhuis op een veiling voor het bedrag van 850 gulden. Van wie hij het kocht en aan wie hij het later verkocht is niet bekend. Een volgende eigenaar, Pieter Ancker, verkocht in 1722 zijn huijs en gront aan Lourents Volten voor een bedrag van 1.555 gulden. In archiefstukken staat de verkoop vermeldt als: "Lourents Volten koopt van Pieter Ancker cum socio (en partner) een huijs en gront van dien op 't Oost op de hoeck van de St. Anthonissteegh voor eenduijsent vijfhondert vijff en vijftich gulden". Op 28 april 1762 verkocht Symon Volten, zoon van Lourents, na het overlijden van zijn vader het pand voor 2.500 gulden aan Hendrik Stoppelman. Stoppelman verkocht in 1781 het pand, dat toen als van ouds een koekenbakkerij bekend stond, voor 2.100 gulden aan Hendrik de Bruijn. Cornelis van der Wolff verleende in 1797 Evert de Bruijn een hypotheek van 2.100 gulden, hij kocht het pand in 1806 echter zelf voor slechts 800 gulden. Van der Wolff kreeg twee dochters: Adriana en Johanna. Een zoon van Johanna, Cornelis van der Wolff Courrech en Adriana verkochten het pand in 1818 voor 400 gulden aan begrafenisbidder Herman Neuteboom. Het adres van het pand was toen Wijk Q, nummer 30. Neuteboom heeft zelf nooit in het pand gewoond, hij verkocht het pand in 1821 aan Samuel Verwijs.
Tussen 1821 en 1854 hield de familie Verwijs er een bakkerij. Vader Samuel Verwijs kocht het pand voor 400 gulden. Alle twaalf zijn kinderen, twee uit zijn eerste huwelijk en tien uit zijn tweede huwelijk, werden in het pand geboren. Hij overleed op 15 oktober 1856 als weduwnaar (zijn beide vrouwen overleden eerder dan hem) in het huis dat nu mogelijk Grote Oost 68 als adres heeft. In 1854 had Verwijs de bakkerij reeds over gedaan aan Adrianus Kuijn. Hij ging in 1858 failliet, want hij had nog bijna het gehele aankoopbedrag van het pand aan schulden open staan en kon dit bedrag niet voldoen.. Johannes en Cornelis Verwijs kochten het pand voor 3.005 gulden. Zij verhuurden het pand opnieuw. In de periode tussen 1860 en 1870 werd het pand verhuurd. Cornelis overleed in 1864 op weg naar Nederlands-Indië, waarna Johannes de bakkerij opnieuw tijdens een publieke verkoop liet verkopen. Het pand bracht nu 1.120 gulden op en werd gekocht door Jan Groot jr. Groot woonde zelf aan de Appelhaven. Aan wie hij het pand verhuurde is (nog) niet bekend. Groot was ook de eigenaar die de huidige houten winkelpui liet aanbrengen. In 1879 kocht goudsmid Christiaan Goedhart voor 3.000 gulden het pand om het een jaar later voor 4.000 gulden over te doen aan de Amsterdammer Lourens Ferdinand Leujes met vrouw en twee minderjarige kinderen. Leujes overleed 3 weken na het pand betrokken te hebben en zijn weduwe, met inmiddels drie kinderen, keerde in 1883 terug naar Amsterdam. Pieter Edel en Antje van Bork kochten de winkel met bovenwoning voor 3.034 gulden en zette de, inmiddels, kruidenierszaak voort. In 1887 overleed Van Bork, waarna zoon Willem mede-eigenaar van de kruidenierszaak werd. Willem was de oudste van 3 kinderen en de enige die de volwassen leeftijd zou behalen, maar voordat het zover was overleed zijn vader in 1890 op 33-jarige leeftijd. Willem's oom Arie van Bork (27 jaar oud) nam de kruidenierszaak over en ging voor zijn neef zorgen. Van 1894 tot 1934 was Pieter van der Meer eigenaar, ook hij was kruidenier, maar besloot om het pand enige jaren het pand te verhuren aan onder andere een bierhandelaar, een loodgieter en een meubelmaker. In 1909 huurde K. Landa het pand van Van der Meer en verkocht er alcoholische dranken anders dan sterke drank. Het verlof voor de verkoop van dranken werd in 1916 weer ingetrokken. Latere eigenaren hadden waren achtereenvolgens schilder, winkelier, aannemer, antiquair en een kantoorbediende. Van der Meer verkocht in 1935 het pand aan Gerrit Spoelder, deze liet het pakhuis slopen en liet tussen de zijgevel en de kerk een privaat bouwen. Van Bouw- en Woningtoezicht moest dit een water gespoeld privaat zijn, wat dus ook gebeurde. De laatste particuliere eigenaar, de familie Ross, verkocht het pand in begin 1981 aan de Oosterkerk. Zij hebben zelf nog geen jaar in Grote Oost 58 gewoond. Nog hetzelfde jaar werd er een vergunning verleend om de woonfunctie van het woonhuis in te trekken, waarna het verbouwd werd om als bijgebouw van de kerk te gaan fungeren. In 1983 wordt de naam van het pand op de fries geschilderd: Claes-Joest-Huys. Het pand is vernoemd naar de priester van de Sint Anthoniskapel die zich als 24-jarige priester heeft ingezet om de houten kapel om te laten bouwen tot een de stenen kerk. Na officiële ingebruikname werd de bovenwoning aan de koster verhuurd, de eerste nieuwe bewoners trokken op 1 februari 1985 in de woning.

### Bouwgeschiedenis
Van de bouwkundige geschiedenis van het pand, is door H.J. Zantkuijl een reconstructie gemaakt. Wanneer het huidige pand gebouwd werd, is onduidelijk. Mogelijk werd het in de 16de, maar waarschijnlijker in de 17de, eeuw gebouwd als woonhuis. In ieder geval is zeker dat het eikenhouten skelet uit de 17e eeuw stamt. De balken van het skelet zijn voorzien van wankanten. Deze wankanten en de eenvoudige sleutelstukken zijn een indicatie dat het skelet in de 17de gebouwd is. Het pand werd gebouwd ten westen van het schip van de Oosterkerk en ten noorden van een van de westelijke arm van het transept. Een eerste verbouwing is uit 1696 bekend. Omstreeks die tijd werd er in het achterhuis een oven gebouwd en de bedstede werd, met toestemming van de kerkmeesters, in de ruimte tussen de kerk en de woning gebouwd. Op tekeningen uit de 17de (Cornelis Pronk) en 19e eeuw wordt het woon-winkelpand afgebeeld als een met een halsgevel. Deze werd in 1831 gesloopt en vervangen door de huidige lijstgevel. De halsgevel was bouwvallig geraakt en eigenaar Samuel Verwijs vroeg in de vergunning toestemming om, op het af te wolven voordakvlak, een dakkapel te mogen plaatsen. Hij verplaatst het hijsluik met de hijsbalk ook van de voor- naar de zijgevel. In 1832 werd het Kadaster ingevoerd, het pand kreeg toen de aanduiding Sectie A, nr. 588. In 1835 werd de wijkindeling in Hoorn gewijzigd, waarna het adres werd gewijzigd in Wijk 3, nr. 28. In 1890 was het pand in gebruik als winkel voor koloniale waren, waaronder Van Houten's cacao. In 1934 diende Van der Meer verbouwplannen in, maar voerde deze niet uit. Hij verkocht een klein jaar later het pand aan Gerrit Spoelder. Deze liet kort na de eigendomsoverdracht het pakhuis aan de achterzijde slopen en liet daar de keuken bouwen. Omdat de keuken kleiner was dan het pakhuis, liet hij ook een muur als erfafscheiding bouwen. Spoelder liet ook de raamindeling op de verdieping wijzigen. De schuiframen werden vervangen door openslaande ramen. Spoelder liet ook een nieuw dak op het pand zetten, hierbij werd meteen de helling van het dak minder steil gemaakt en de dakkapel op het wolfseind werd eveneens vervangen door een grotere en zonder de wangen van de eerdere dakkapel. Deze plannen waren vrijwel gelijk aan de plannen van Van der Meer.
Th. Nannings huurde het pand rond 1967 en stuurde zijn huisbaas, indertijd meerdere brieven om het pand op te laten knappen, maar deze gaf geen gehoor. Dit, terwijl het pand al in 1955 te boek stond als vervallen. Dat jaar verscheen het boek De Nederlandse monumenten van geschiedenis en kunst en daarin staat het pand omschreven als: een vervallen pandje op de hoek van de steeg. Het woonhuis werd op 14 augustus 1968 onbewoonbaar verklaard. Op 19 maart 1973 werd dit besluit, na constatering van aangebrachte verbeteringen, teruggedraaid omdat de woning weer in bewoonbare staat was gebracht. Een van de doorgevoerde wijzigingen was dat een bedstede door een douche en toilet vervangen was. In 1981 kocht de Stichting Oosterkerk het pand, om het te gaan gebruiken als kleedruimte voor artiesten die in de kerk op komen treden. Echter, voordat dit kon moest het pand gerestaureerd worden. Hiertoe werd er eerst een opmeting gedaan, waarbij de uitvoerend architect verschillende gebreken constateerde, waaronder verrotte balken en scheuren in gevels. Op 4 juni 1984 werd begonnen met de restauratie. Er waren bij verschillende overheden en overheidsinstanties subsidies verkregen, waaronder bij de provincie Noord-Holland, die niet de normale 10% wilde subsidiëren, maar 15%. Tijdens de restauratie werd in het voorhuis ook een doorbraak gemaakt naar de Oosterkerk. Om de nieuwe deur is een poort gemaakt. Deze nieuwe doorgang geeft direct toegang tot het oksaal en het toneel in de kerkruimte. Vereniging Oud Hoorn heeft de status van rijksmonument aangevraagd voor het pand Grote Oost 58. In oktober 1981 kreeg de vereniging te horen dat deze status nog op zich moest laten wachten, omdat de materie te complex was voor een snel antwoord. Op 4 mei 1982 kreeg de eigenaar, stichting, in kennis gesteld dat de Minister van Cultuur, Recreatie en Maatschappelijk Werk het pand op de monumentenlijst wilde plaatsen als rijksmonument. Op 26 januari 2004 werd begonnen met de bouw van een nieuwe ruimte aan de achterzijde van het Claes Joest Huys. Deze ruimte werd gebouwd om dienst te doen als keukenruimte voor de catering in de kerk. Deze nieuwbouw werd in september van hetzelfde jaar in gebruik genomen.
Op een tekening van Cornelis Pronk, uit 1727, staat het woon-winkelhuis afgebeeld met een luifel, wanneer deze is verwijderd, is niet bekend.

## Exterieur

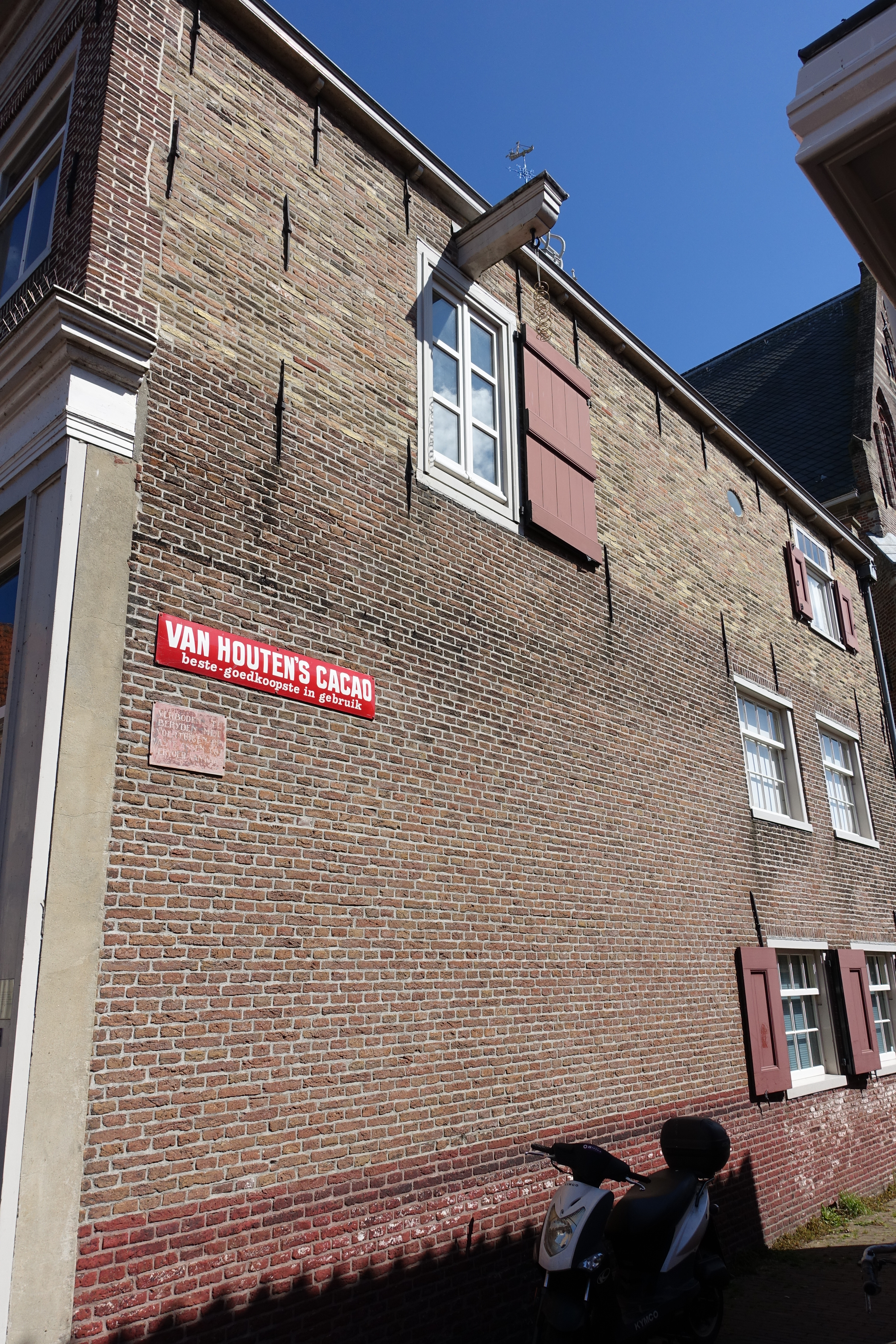
Zijgevel aan de Oosterkerksteeg. Replica van reclamebord en oud verkeersbord zijn hier duidelijk zichtbaar.

De voorgevel staat aan het Grote Oost. Doorat het pand in een in een oksel van de Oosterkerk staat, is de linkerzijgevel vrijwel geheel blind gebouwd. Het bevat eveneens een winkelpui uit 1878. Naast de dubbele toegangsdeur zijn ramen met roedeverdeling geplaatst. De verdieping kent drie laag geplaatste, openslaande, T-vensters. Hierboven is een houten kroonlijst op consoles geplaatst.
De zijgevel aan de Oosterkerksteeg heeft links ter hoogte van de verdieping een luik met hijsbalk (reconstructie). Het luik is tijdens de verbouwing tot bijruimte, voorzien van een raam. Links hiervan is rond 2020 een emaillen reclamebord van Van Houten’s Cacao geplaatst. Aan de rechterzijde van deze zijgevel is een ossenoog gemetseld. Het betreft een reconstructie van een reclamebord zoals het omstreeks 1920 ook op de gevel heeft gezeten. Aan de rechterzijde op de begane grond twee schuifvensters. In deze gevel zijn ook een groot aantal staafankers te zien, wat betekent dat het pand met een houtskelet gebouwd is.
De achtergevel is aan de rechterzijde doorgebroken naar een nieuw gebouwde uitbouw (2004). Een vrijwel vierkant venster is hierbij aan het zicht onttrokken. De dichtgezette boogvensters zijn wel zichtbaar gelaten. De top van de gevel werd tijdens de grote restauratie opnieuw opgemetseld tot een tuitgevel, met vlechtwerk aan de randen.
Het dak is volledig gedekt met rode Hollandse pannen en is aan de voorzijde afgewolfd. In het wolfseind is een dakkapel geplaatst.

## Interieur

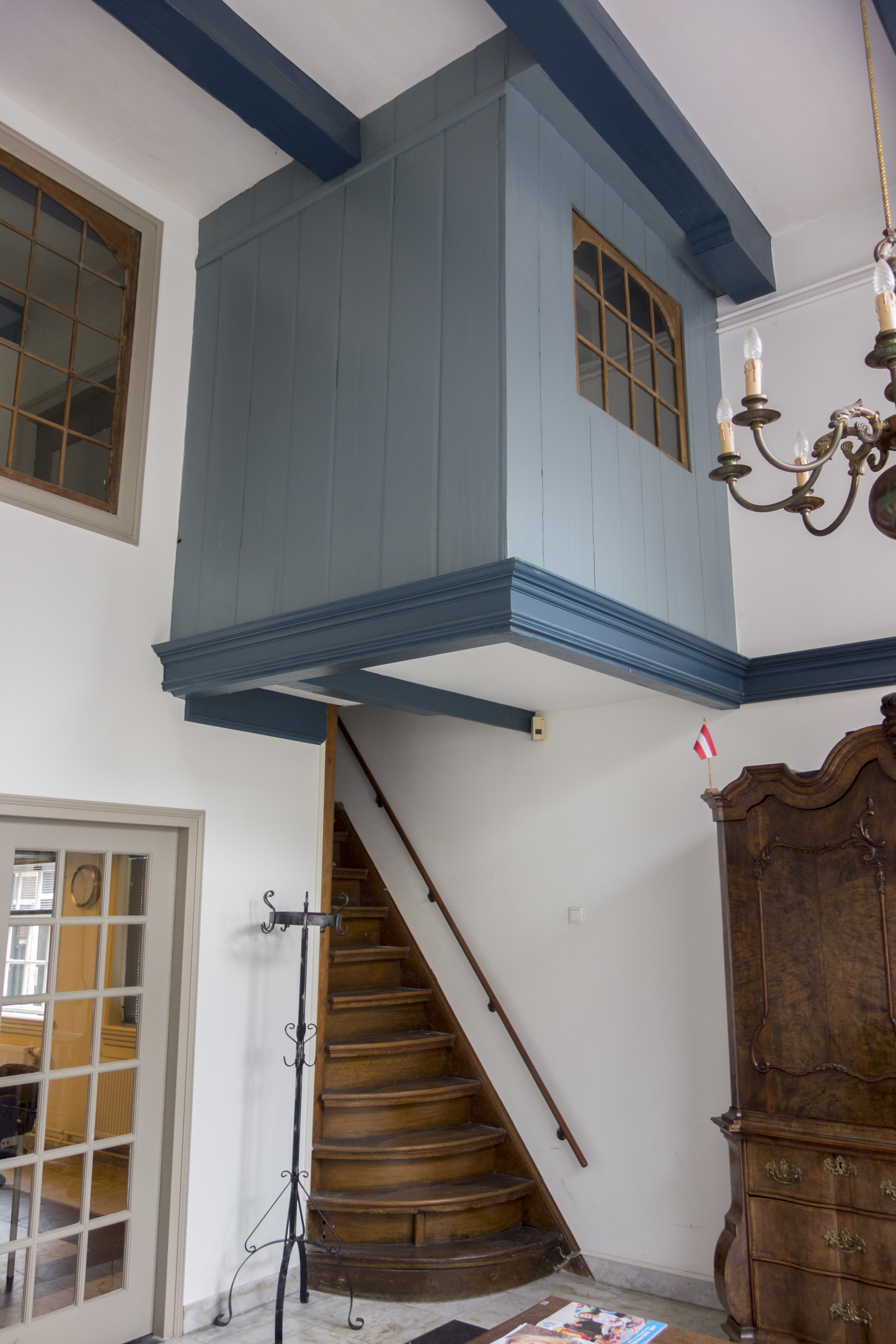
Opkamer met trap in de voorkamer van het pand

Een eerste officieel vastgelegde indeling is bekend uit 1880. De boedel van Christiaan Carel Goedhart en zijn weduwe Jannetje de Vries werd toen gescheiden. Goedhart en De Vries hadden een winkel met onder andere rijst, koffie, thee, gebak en kruidenierswaren. In de achterkamer was de keuken, met fornuis. De totale inboedel werd geschat op een waarde van 2.582,10 gulden en het woon-winkelhuis op 3.150 gulden. Ook in 1887 werd na het overlijden van Antje van Bork een boedel opgemaakt. Ook zij en haar man hadden een kruidenier, maar verkochten ook sigaren, in de bovenkamer lagen zo’n 4.000 stuks. Ook de zolder diende als opslag, daar lag onder andere have, groene erwten en witte kandij.
Het pand heeft een houten skelet dat uit de 17e eeuw stamt. Het skelet is tien vakken diep en een groot deel daarvan is aan het zicht onttrokken. Op de begane grond zijn de stijlen van het skelet zelfs verwijderd. Dit kan, omdat het skelet grotendeels niet dragend is, de bakstenen wanden zijn wel dragende muren. Deze verdieping is 4,5 tot meter hoog en biedt daardoor ruimte voor een tussenverdieping, een zogenaamde op- of hangkamer. Bij de spiltrap zijn de sleutelstukken geprofileerd, elders in het pand zijn zij niet van versiering voorzien. De spiltrap bestaat uit in- en uitzwenkende traptreden, bovenaan zwenken ze in en onderaan zwenken ze uit. In de voorruimte met de trap, liggen er plavuizen op de vloer. De hangkamer werd vermoedelijk rond 1878 verkleind, van origine liep deze kamer door tot aan de pui. Van deze situatie zijn nog bouwresten zichtbaar, in een van de balken in het voorhuis is namelijk nog een zwaluwstaartstuk zichtbaar. Aan deze zwaluwstaarverbinding zat een trekstaaf, waar de hangkamer aan hing.